# Teresa Mendizábal
Teresa María Mendizábal Aracama (Vitoria, 22 de septiembre de 1940-Madrid, 19 de agosto de 2022) fue una científica española, doctora en Física. Sus investigaciones se centran en la erosión del suelo, la degradación de las tierras y la desertificación. Ha sido asesora en diferentes organismos especializados nacionales e internacionales. Forma parte del cuadro internacional de personas expertas contra la desertización de Naciones Unidas.

## Trayectoria
Nacida en Vitoria en 1940, se licenció en Físicas en 1965. A pesar de que eran unos años difíciles para dedicarse a la investigación en un país como España, con una falta de recursos importante y dificultades para relacionarse con la comunidad científica internacional, Mendizábal decidió desarrollar su carrera en este ámbito. Se doctoró en Física y fue profesora del Consejo Superior de Investigaciones Científicas (CSIC). Fue directora del departamento de Medio Ambiente del Centro de Investigaciones Energéticas, Medioambientales y Tecnológicas (CIEMAT). Mendizábal es reconocida nacional e internacionalmente por su actividad investigadora centrada en la erosión del suelo, la degradación de las tierras y la desertificación.
Actuó como asesora en la Convención de las Naciones Unidas por la Lucha contra la Desertificación de 1994 y forma parte del cuadro internacional de personas expertas contra la desertización de esta misma institución. Además de su labor investigadora también se ha dedicado a la gestión y planificación siendo vicesecretaria general y vicepresidenta del CSIC. Vicepresidenta del Capítulo Español del Club de Roma (CECoR).
En 1994, Teresa Mendizábal recibió el Premio de mujeres progresistas que otorga la Federación de Mujeres Progresistas de España.